# عمارة يونانية

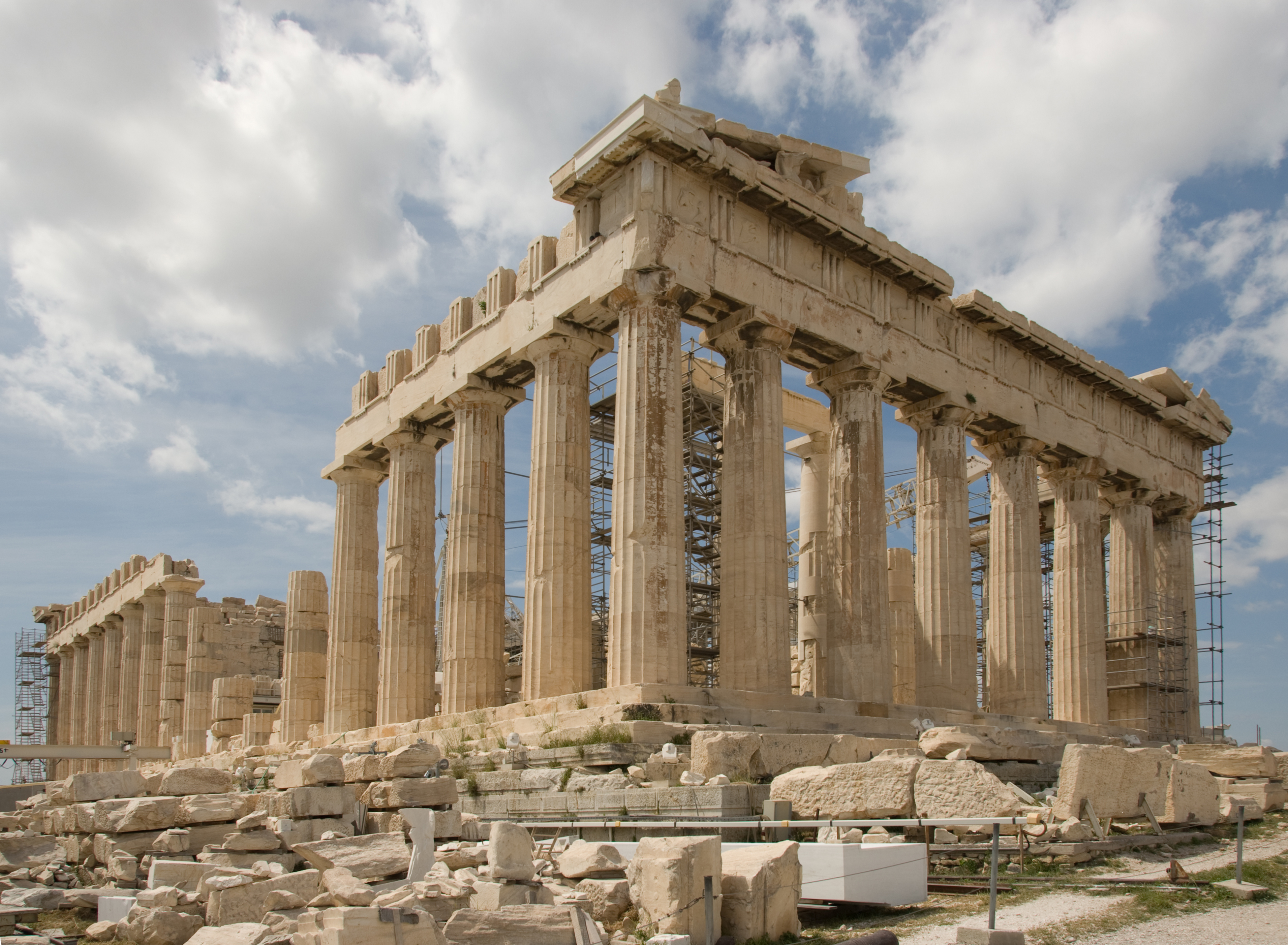
البارثينون بعد الأعمال الترميمية في 2008.

العمارة اليونانية القديمة هي العمارة التي أنتجها الناطقون باليونانية (الشعب الهيليني) التي ازدهرت ثقافتها في اليابسة اليونانية، وبيلوبونيز، والجزر الإيجية، والمستعمرات في الأناضول، وإيطاليا لفترة من حوالي 900 قبل الميلاد حتى القرن الأول الميلادي، مع رجوع تاريخ أقدم الأعمال المعمارية المتبقية إلى حوالي 600 قبل الميلاد.
تشتهر العمارة اليونانية القديمة بمعابدها، والتي يوجد الكثير منها في جميع أنحاء المنطقة، في الغالب كأنقاض ولكن العديد منها سليم إلى حد كبير، ومثال رئيسي على ذلك هو البارثينون. النوع الثاني المهم من المباني الباقية على قيد الحياة في جميع أنحاء العالم الهيليني هو المسرح الإغريقي (مسرح في الهواء الطلق)، مع رجوع تاريخ أقدمها إلى حوالي 525-480 قبل الميلاد. الأشكال المعمارية الأخرى التي لا تزال موجودة كدليل هي بوابة الموكب (بالإنجليزية: propylon)، والساحة العامة (بالإنجليزية: agora) التي تحيط بها صف طوابق ستوى (بالإنجليزية: stoa)، ومبنى مجلس المدينة (بالإنجليزية: bouleuterion)، والنصب العام، والمقبرة الأثرية (الضريح) (بالإنجليزية: mausoleum)، والمدرج (بالإنجليزية: stadium).
تتميز العمارة اليونانية القديمة بخصائصها الرسمية للغاية، سواءً من حيث الهيكل أو الزخرفة. هذا هو الحال بشكل خاص في حالة المعابد حيث يبدو أن كل مبنى تم تصميمه ككيان منحوت ضمن سياقه الطبيعي، ويُرفع غالبًا على أرض مرتفعة لكي يمكن رؤية أناقة نسبه وتأثيرات الضوء على أسطحه من جميع الزوايا. يشير نيكولاوس بيفسنر إلى «الشكل البلاستيكي للمعبد (اليوناني) ... المعروض علينا بحضور مادي أكثر كثافة، وأكثر نشاطًا من أي مبنى لاحق».
تأثرت العمارة الغربية في فترات لاحقة بشكل عميق بالمفردات الرسمية للهندسة المعمارية اليونانية القديمة، ولا سيما تقسيم الأساليب المعمارية إلى ثلاثة أنظمة محددة: النظام الدوري، والنظام الإيوني، والنظام الكورنثي. نمت العمارة في روما القديمة من عمارة اليونان وحافظت على تأثيرها في إيطاليا كما هو حتى يومنا هذا. منذ عصر النهضة، أبقى تجدد الكلاسيكيات الأشكال الدقيقة والتفاصيل المنظمة للهندسة المعمارية اليونانية على قيد الحياة، وأيضًا مفهومها للجمال المعماري القائم على التوازن والنسبة. اتبعت وكيفت الأنماط المتتالية للعمارة الكلاسيكية الجديدة والعمارة اليونانية الأنماط اليونانية القديمة عن كثب.

## الأساليب

### الأنظمة
تنقسم العمارة اليونانية القديمة الأكثر رسمية في المعابد والمباني العامة الأخرى من حيث الأسلوب إلى ثلاثة «أنظمة»، وصفها أولًا الكاتب المعماري الروماني فيتروفيوس. هذه الأنظمة هي: النظام الدوري، والنظام الأيوني والنظام الكورنثي، وتعكس هذه الأسماء أصولها الإقليمية داخل العالم اليوناني. في حين أنه يمكن التعرف على الأنظمة الثلاثة بسهولة أكبر من خلال تيجانها، إلا أنها حكمت أيضًا شكل ونسب وتفاصيل وعلاقات الأعمدة، والمداميك العلوية، والقوصرة، والمصطبة. تم تطبيق الأنظمة المختلفة على مجموعة كاملة من المباني والآثار.
تطور النظام الدوري في البر الرئيسي لليونان وانتشر إلى ماجنا غراسيا (إيطاليا). تم تأسيسه بشكل ثابت ومحدد في خصائصه في وقت بناء معبد هيرا في أولمبيا حوالي 600 قبل الميلاد. تعايش النظام الأيوني مع النظام الدوري، وفضّلته المدن اليونانية في إيونية، والأناضول، والجزر الإيجية. لم يصل إلى شكل محدد بوضوح حتى منتصف القرن الخامس قبل الميلاد. كانت المعابد الأيونية المبكرة في آسيا الصغرى طموحة في الحجم بشكل خاص، مثل هيكل آرتميس في أفسس. كان النظام الكورنثي زخرفيًا للغاية بشكل متنوع، ولم يُطوّر حتى الفترة الهلنستية إذ احتفظ بالعديد من خصائص النظام الإيوني، وتم استخدامه بشكل شائع من قبل الرومان.

#### النظام الدوري
يتم التعرف على النظام الدوري من خلال تاج العمود، والذي يشبه فيه الإكنيس (بالإنجليزية: echinus) وسادة دائرية ترتفع من أعلى العمود إلى وسادة مربعة ترتكز عليها العتبة. يبدو الإكنيس مسطحًا ومتباعدًا في الأمثلة المبكرة، وأعمق ومنحني أكثر في الأمثلة اللاحقة، وأكثر دقة، وأصغرًا، ومستقيمًا في الأمثلة الهلينستية. طُبّق تحسين للعمود الدوري وهو التحديب الجمالي، ويمثل تطبيق مُنحنى مُحدَّب على السطح الخارجي للعمود، مما يمنع الوهم البصري للتقعر. يبدو هذا أكثر وضوحا في الأمثلة السابقة.
غالبًا ما يتم تحزيز أعمدة دوريك بما يُعرف بـ«الأخاديد»، والتي تدور على طول العمود وعادة ما تكون 20 في عددها، على الرغم من أنها أقل في بعض الأحيان. تجتمع الأخاديد عند حواف حادة تسمى أريس (بالإنجليزية: arrises). في الجزء العلوي من الأعمدة، أسفل النقطة الأضيق بقليل، وعبورًا بالنهايات الحادة، توجد ثلاثة أخاديد أفقية تعرف باسم هيبوتشيليوم (بالإنجليزية: hypotrachelion). أعمدة دوريك ليس لها قواعد، باستثناء أمثلة قليلة في الفترة الهلنستية.

#### النظام الإيوني
يتم التعرف على النظام الإيوني من خلال تاجه ذو الشكل الحلزوني، مع إكنيس منحني يشبه شكله في النظام الدوري، ولكن مزين بزخرفة منمقة، يعلوه شريط أفقي يُمرر على أي من الجانبين، مُشكلًا لوالب حلزونية مشابهة لتلك الموجودة في قوقعة حيوان النوتي أو قرن الكبش. في المخطط، التاج مستطيل، وتم تصميمه ليتم عرضه أماميًا. يتم تعديل التيجان في زوايا المباني بزخرفة إضافية بحيث تظهر بشكل منتظم على وجهين متجاورين. في الفترة الهلنستية، أصبحت التيجان الأيونية ذات الأربع واجهات شائعة.

#### النظام الكورنثي
لا يرجع أصل النظام الكورنثي إلى العمارة الخشبية، إنما نمى بشكل مباشر من النظام الإيوني في منتصف القرن الخامس قبل الميلاد، وكان في البداية نفس الأسلوب والنسبة تقريبًا، ولكنه تميز بتيجانه الأكثر زخرفة. كان التاج أعمق بكثير من النظام الدوري أو النظام الإيوني، على شكل كراتر كبير (بالإنجليزية: krater)، وهو وعاء خلط على شكل جرس، ويتم تزيينه بصف مزدوج من أوراق الأقنثا التي ارتفعت فوقها محالق حلزونية، تدعم زوايا المخدة العليا، التي لم تعد مربعة تمامًا. وفقًا لفيتروفيوس، اختُرع التاج من قبل مؤسس برونزي، وهو كاليماخوس من كورنث، الذي استلهم التاج من سلة من القرابين التي تم وضعها على قبر، مع بلاط مسطح في الأعلى لحماية البضائع. تم وضع السلة على جذر نبات الأقنثة الذي نشأ حوله. نسبة ارتفاع العمود إلى القطر بشكل عام هي 10:1، مع احتلال التاج أكثر من 1/10 من الارتفاع. تبلغ نسبة ارتفاع التاج إلى القطر حوالي 1.16:1.

## مزيد من القراءة
- غانم، سليمان سمير (2023). «الآثار والعمارة في اليونان القديمة» (الطبعة الأولى). بيروت، المركز العربي للأبحاث ودراسة السياسات (ردمك 978-614-445-562-3)